# Canto ferno
Canto fermo (cantus firmus), "fast sång", gregorianska, unisona kyrksången. Fastän kontrapunktisterna till en början använde sådana melodier för att kontrapunktera mot dem, kom uttrycket "canto fermo"  så småningom att nyttjas om varje melodi, som lades till grund för en kontrapunkt. Den gregorianska koralen kallades, med avseende på det att den framskred i lika tonlängder, även canto piano (cantus planus), i motsats till canto figurato l. misurato (cantus figuralis l. mensuralis), vars noter hade olika tidsvärde.